# ヤハズエンドウ
ヤハズエンドウ（矢筈豌豆、学名: Vicia sativa subsp. nigra）はソラマメ属のつる性の一年草または越年草。ヤハズエンドウが植物学的局面では標準的に用いられる和名だが、カラスノエンドウ（烏野豌豆）という名が一般には定着している。別名、ノエンドウ（「野豌豆」は中国での名称）、ピーピーグサ。俗称としてシービービー、ピーピー豆というものもある。種を取り払った豆殻を笛として使用する遊びに由来する。

## 特徴
本州から四国・九州・沖縄に分布し、平地や山沿いの野原や道端、土手などのいたるところにごく普通に生育している。
一年草または越年草。
秋に発芽し、春になると高さ60 - 150センチメートル (cm) に達する。全体に軟らかい毛が生えている。茎には巻きひげがあり、近くのものに絡みつくこともあるが大体は直立する。茎は全体に毛があり四角柱状。葉は8 - 16枚の小葉がついた偶数羽状複葉で茎に互生し、先は3分して巻きひげになって他物にからみつく。巻き付く他の草がないときは、仲間どうしで絡み合うこともある。小葉は細長い楕円形で、多くは先端がくぼむ。
花期は春から初夏（3 - 6月）で、葉腋に短い総状花序をつくり、エンドウやスイートピーに似た蝶形で長さ1.2 - 1.6 cmの紅紫色の花を1 - 3個つける。花の付け根には花外蜜腺とよばれる黒い点があり、ここから蜜を出してアリを呼び寄せ、他の害虫を追い払ってもらう役目をする。花が終わると、サヤエンドウを小さくしたような平たい豆果（サヤ）がつく。サヤは長さ3 - 5 cmの広線形で、熟すると黒くなり、晴天の日に裂けて種子を激しく弾き飛ばす。
原産地はオリエントから地中海にかけての地方であり、この地方での古代の麦作農耕の開始期にはエンドウなどと同様に栽培されて作物として利用された証拠が考古学的資料によって得られている。そのため、若芽や若い豆果を食用にすることができるし、熟した豆も炒って食用にできるが、その後栽培植物としての利用はほぼ断絶して今日では雑草とみなされている。
一見するとソラマメの仲間とは思えないが、よく見ると、茎が角ばっていることと、豆のへそが長いというソラマメ属の特徴を満たしている。 
史記で伯夷・叔斉が山で餓死する前に食べていた「薇」（び）は、野豌豆の類ともいい、またワラビやゼンマイのことともいう。

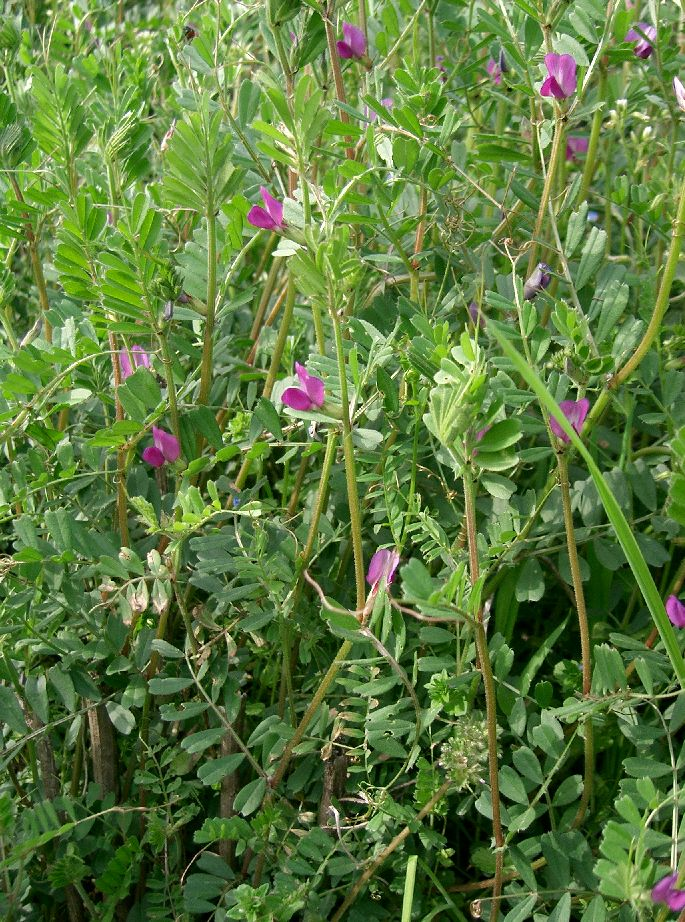
開花期
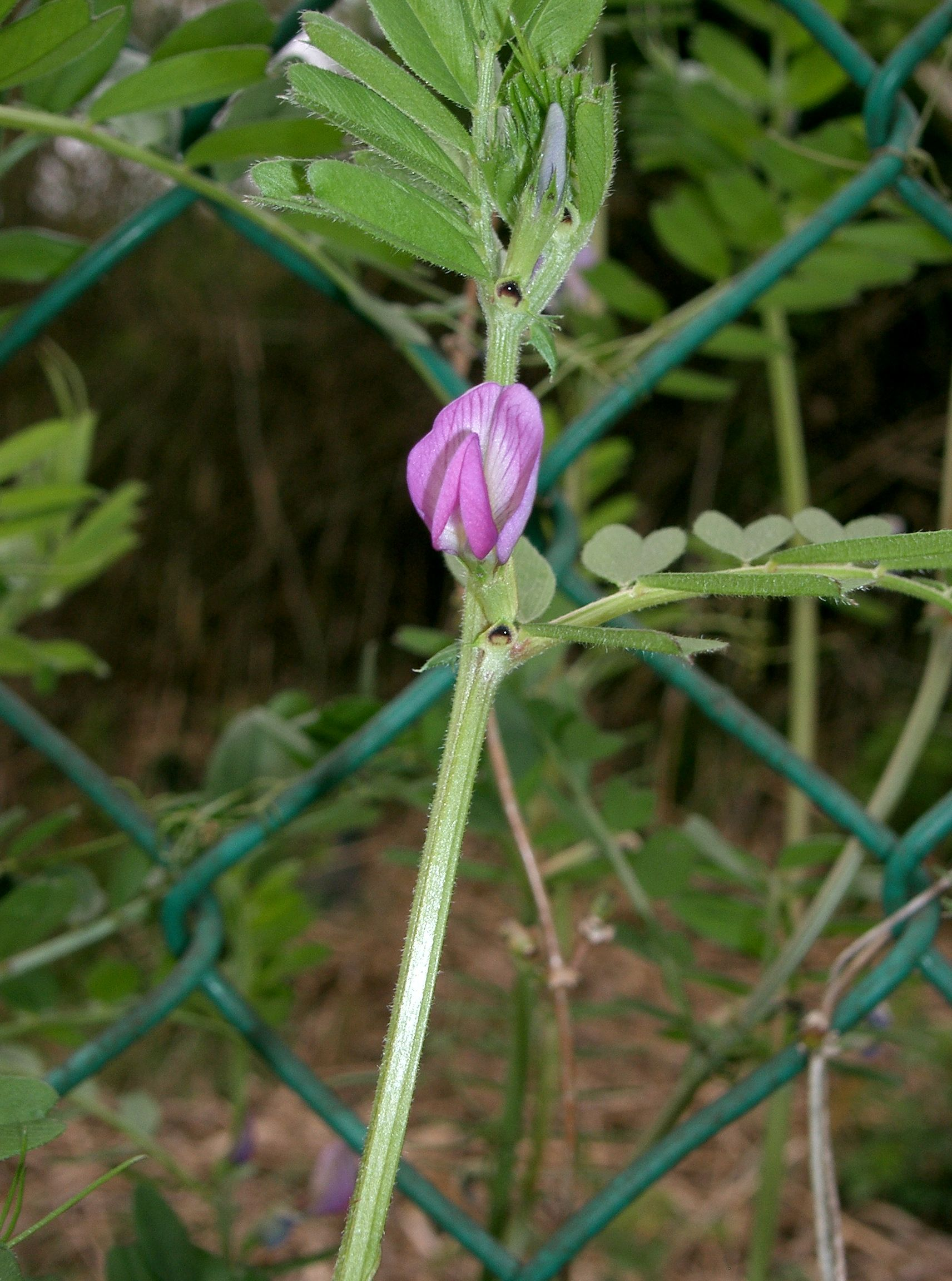
葉の付け根。暗紅色の蜜腺がある。
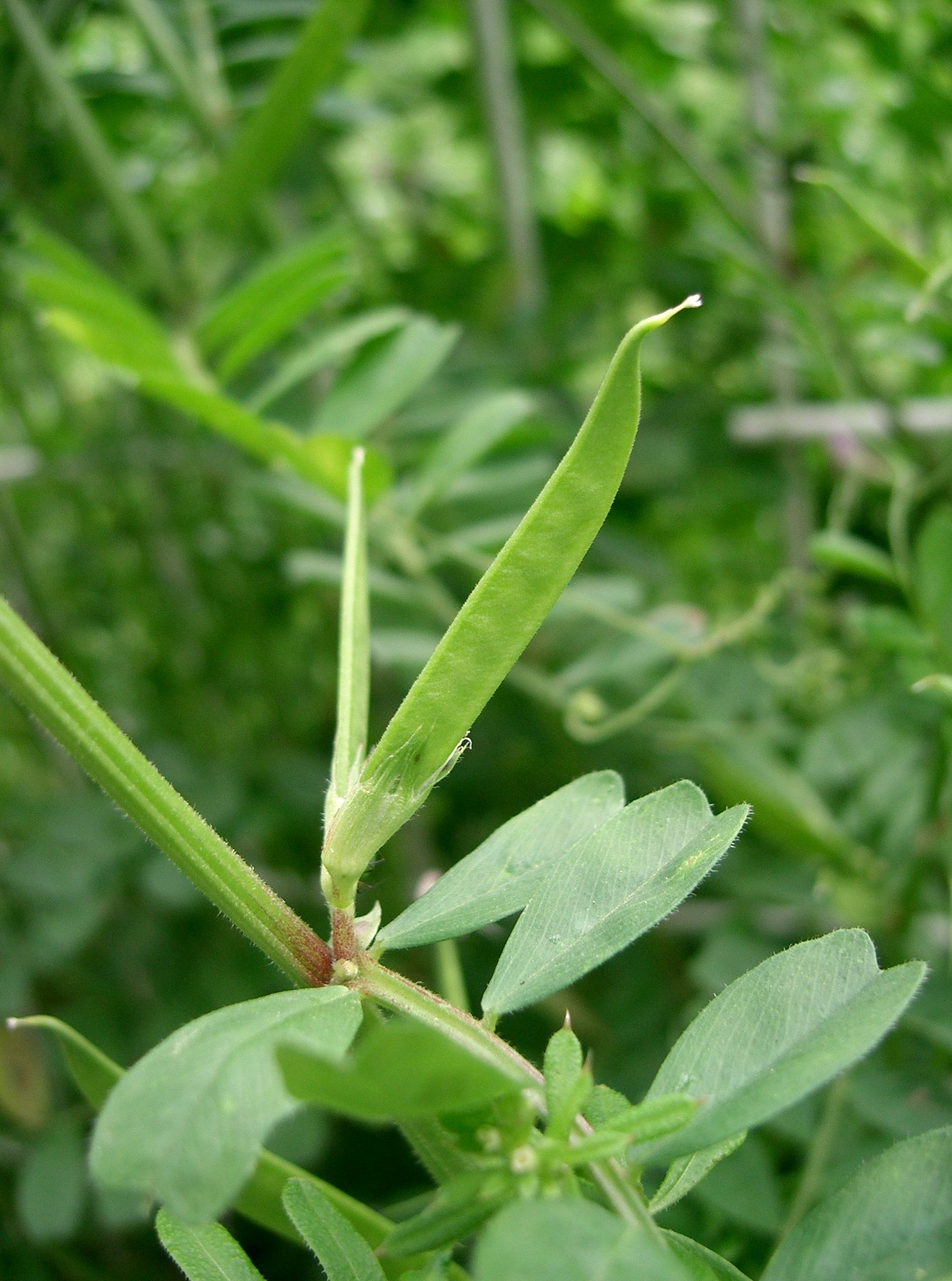
未熟な莢果
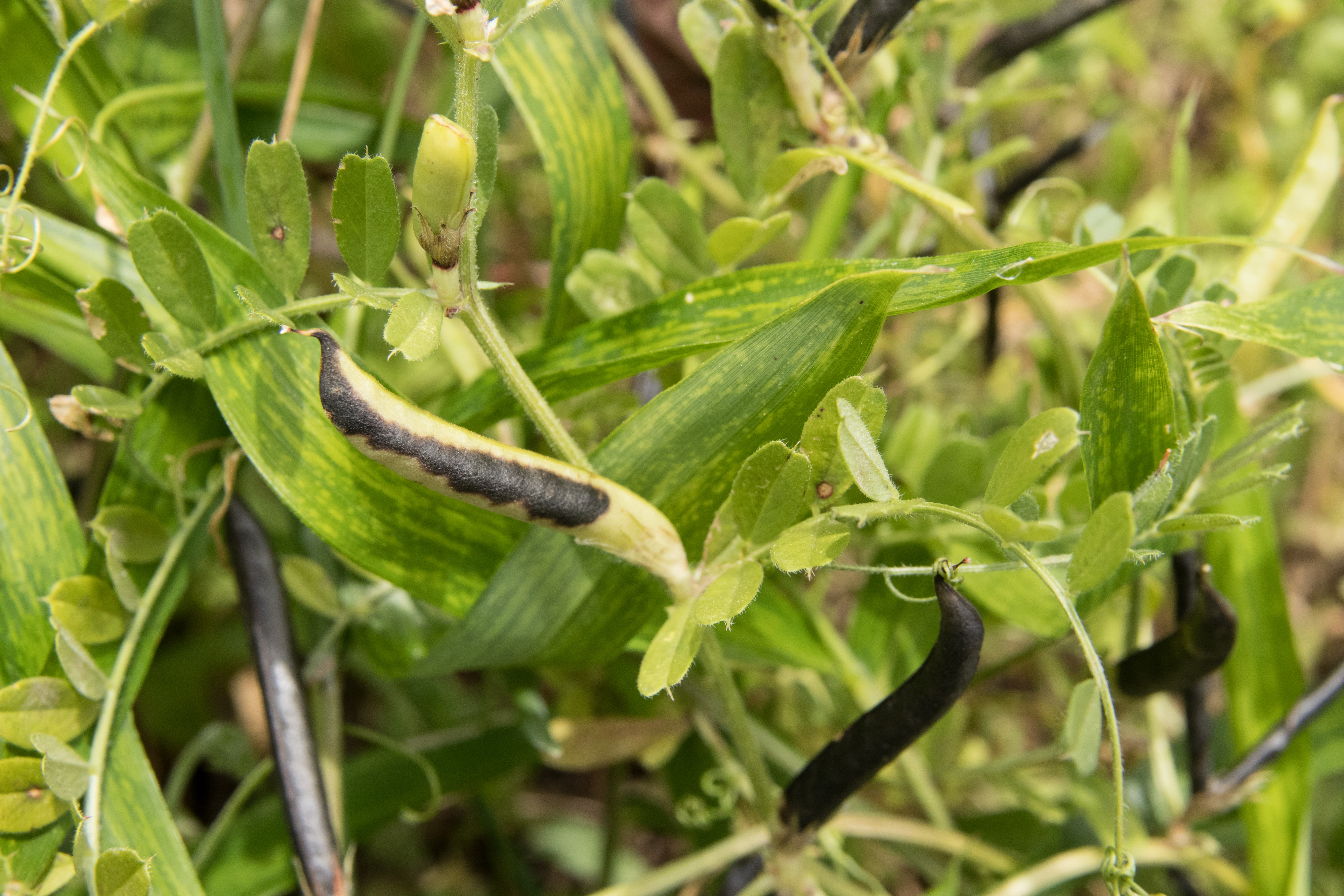
黒熟した莢果
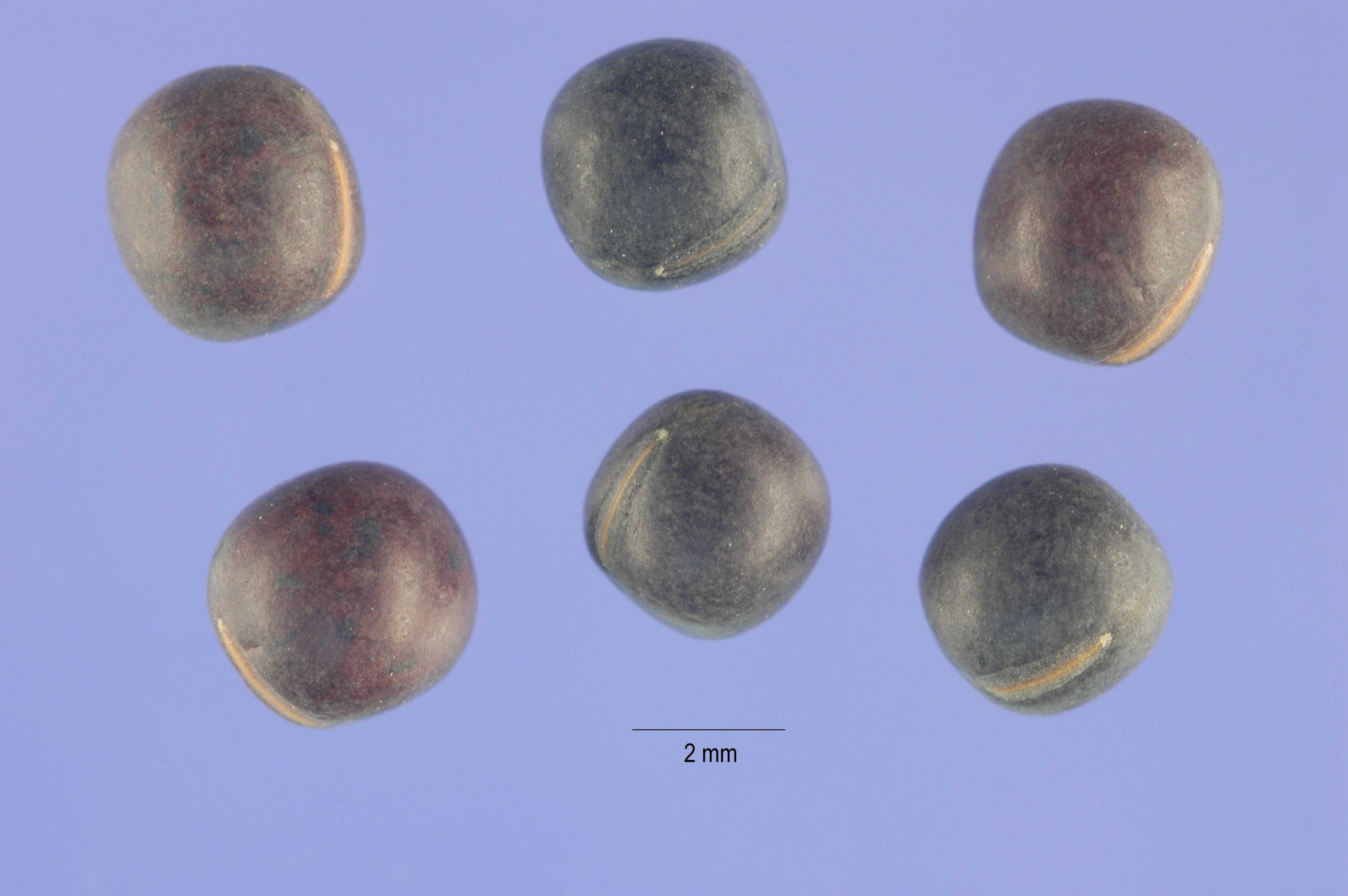
種子

## 利用
春先の若い芽先や若葉、茎の先端の柔らかい部分、若いサヤは食用することができる。採取時期は西日本が3 - 4月、関東・中部地方が4月、東北地方以北では4 - 5月ごろが適期とされる。灰汁は弱いほうで、さっと茹でてお浸しや和え物、卵とじ、汁の実、炒め物にしたり、生のまま天ぷらにする。熟す前の若いサヤは筋を取って、天ぷらやバター炒めなどサヤエンドウのように使う。
また、未熟な果実の両端を切り落とし、草笛にすることができる。

## 近縁種
近縁の仲間には、スズメノエンドウ (Vicia hirsuta)、カスマグサ (V. tetrasperma) などがある。この3種は、いずれも路傍に咲くごく普通な雑草であり、生育の季節も共通するため、往々にして混生する。これら3種は似ているが、ヤハズエンドウは大きくて少数の花をつけ、スズメノエンドウはごく小さな花を房状に多数つける。カスマグサは小型の花を少数つける。ヤハズエンドウは托葉（葉の付け根の付属物）に暗紅色の花外蜜腺があり、他2種にはない。カスマグサの「カスマ」とは、「カラス」と「スズメ」の間（マ）の意である。
また、欧米にはより大型の基亜種オオヤハズエンドウ (V. sativa) があり、牧草として利用されている。この種は近年日本にも帰化していることが分かっている。